# Platycomopis effiliata
Platycomopis effiliata är en rundmaskart. Platycomopis effiliata ingår i släktet Platycomopis, och familjen Leptosomatidae. Arten är reproducerande i Sverige.